# Peuvillers
Peuvillers é uma comuna francesa na região administrativa de Grande Leste, no departamento de Meuse. Estende-se por uma área de 4,86 km². Em 2010 a comuna tinha 59 habitantes (densidade: 12,1 hab./km²).